# 大工の聖ヨセフ
『大工の聖ヨセフ』（だいくのせいヨセフ、仏: Saint Joseph charpentier, 英: Joseph the Carpenter）は、フランス17世紀の画家ジョルジュ・ド・ラ・トゥールが1642年頃に制作したキャンバス上の油彩画である。パリのルーヴル美術館に所蔵されている。なお、フランスのブザンソン美術館には、この作品の複製が所蔵されている。

## 来歴
1939年、ルーヴル美術館の絵画部門の学芸員であったポール・ジャモは、それまで発見されたラ・トゥール作品を総括する論文の中で15点の絵画と3点の版画を提示したが、これらとは別に美術商のパーシー・ムーア・ターナー (Percy Moore Turner) がイギリスで発見した本作『大工の聖ヨセフ』もラ・トゥールの作品であることを発表した。その後、1948年にパーシー・ムーア・ターナーは亡くなったポール・ジャモを偲んで、作品をルーヴル美術館に寄贈した。

## 解説
本作には、キリスト教の信仰、家族、労働というメッセージが込められている。描かれている人物は、実の子ではないイエスを育てた聖ヨセフと幼子イエスである。17世紀にはフランシスコ会の影響により、聖ヨセフへの信仰が高まっていた。また、幼子として表されたイエスへの崇拝も行き渡っていた。この傾向は、画家の出生地ロレーヌではことに強かった。
ラ・トゥールは昼および夜の情景を描いたが、夜の情景を描いた本作は、同時代の風俗を持ち込んでいる点でも光の描写の点でも、イタリアのバロック期の巨匠カラヴァッジョの影響が非常に強くうかがえる作品である。しかし、カラヴァッジョの作品では常にスポットライトのような光が用いられているのに対し、同じ明暗のコントラストが描かれていても、ラ・トゥールの作品ではロウソクにより画面の中に光源を設定していることが多い。本作でも、幼子イエスが手にしているロウソクから光が発せられている。その光に照らされているのは、夜中に仕事をしている聖ヨセフである。聖ヨセフが扱っている木材は、やがてイエスが磔刑になる運命を暗示している。イエスの手の指の隙間から漏れるロウソクの光を、ラ・トゥールは技術を駆使して描いている。大工の聖ヨセフと比べると、イエスは光から生まれた天上の存在のようである。このような自然主義的描写と超越的な存在の組み合わせがこの作品の魅力となっている。色彩の点では、光に輝く褐色、黄土色、赤紫が美しい。